# CFR-600
26°48′13″ пн. ш. 120°09′18″ сх. д. / 26.803611111111° пн. ш. 120.155° сх. д.
CFR-600 — це ядерний реактор-розмножувач басейнового типу з натрієвим охолодженням на швидких нейтронах, який будується в повіті Сяпу, провінція Фуцзянь, Китай, на острові Чанбяо. Це демонстраційний проект четвертого покоління Китайської національної ядерної корпорації (CNNC). Проект також відомий як пілотний проект реактора на швидких нейтронах Сяпу. Будівництво реактора почалося наприкінці 2017 року. Очікується, що ці реактори будуть підключені до мережі в 2023 і 2025 роках Реактор матиме 1500 МВт теплової потужності та 600 МВт електричної. Згідно з угодою, підписаною в 2019 році, паливо постачатиме дочірня компанія «Росатома» ТВЕЛ. Він розрахований на термін служби 40 (або 60) років. Коефіцієнт 1,1 (або 1,2) дається як цільове значення для його швидкості розмноження.
CFR-600 є частиною китайського плану вийти на закритий ядерний паливний цикл. Реактори на швидких нейтронах вважаються основною технологією майбутнього для ядерної енергетики Китаю.
Також планується будівництво більшого промислового реактора CFR-1000.
На цьому ж місці будівництво другого 600 МВт швидкий реактор CFR-600 було запущено в грудні 2020 року і ще запропоновано чотири 1000 MW CAP1000 .
Захід побоюється, що ці реактори-розмножувачі будуть використовуватися для виробництва збройового плутонію для виробництва ядерної зброї.

## Реактори
| Блок    | Тип | Чиста потужність | Загальна потужність | Теплова потужність | Початок будівництва | Початок роботи | Примітки |
| ------- | --- | ---------------- | ------------------- | ------------------ | ------------------- | -------------- | -------- |
| XIAPU-1 | FBR | 642 МВт          | 682 МВт             | 1882 МВт           | 2017-12-29          | 2023           | [ 8 ]    |
| XIAPU-2 | FBR | 642 МВт          | 682 МВт             | 1882 МВт           | 2020-12-27          | 2025           | [ 5 ]    |

## Скандали
У 2021 році AlJazeera повідомила, що реактори викликають суперечки, оскільки вони вироблятимуть збройовий плутоній, тож, ймовірно, матимуть подвійне військове та цивільне використання, а Китай припинив щорічні добровільні декларації Міжнародному агентству з атомної енергії [МАГАТЕ] щодо своїх запасів плутонію.